# Imunoterapie
Imunoterapia este un tratament care constă în administrarea de substanțe menite să stimuleze apărarea imunitară a organismului în lupta împotriva a diferite boli, în special anumite forme de cancer hematologic (altfel spus, cancer al sângelui), boli degenerative și boli ale sistemului imunitar. Prin extensie, imunoterapia cuprinde orice fel de terapie ce are la bază proteine produse de celulele sistemului imunitar, în special imunoglobulinele, fără ca obiectivul acestei terapii să fie doar stimularea imunității. Primele încercări de aplicare a imunoterapiei au fost în anii 1970 când s-au folosit anticorpi policlonali. În prezent se folosesc anumite molecule: în primul rând imunoglobulinele monoclonale, interferonul și interleukina. Se pot distinge două feluri de imunoterapie: imunoterapia locală care se aplică mai rar și imunoterapia generală mult mai des folosită.
Imunoscintigrafia este o metodă care se bazează pe folosirea de anticorpi cu funcție de sondare specifică dar marcați prin fluorescență sau radioactivitate scăzută fiind vizibili  in vivo cu ajutorul imaginilor furnizate de o cameră scintigrafică. În cazul imunoterapiei, se folosesc anticorpi modificați pentru a putea fi „umanizați”, în vederea evitării reacțiilor de apărare și respingere imunitară având în vedere că numărul de anticorpi folosiți este mult mai mare.

## Imunoterapia locală
Folosită în caz de cancer la vezică în vederea reducerii recidivelor apărute în urma aplicării metodei de ablație chirurgicală a cancerului. Principiul constă în stimularea imunității locale prin irigarea locală a vezicii cu ajutorul unei soluții ce conține BCG.

## Imunoterapia generală
Imunoterapia generală constă din injectarea alternativă de imunoglobuline, citokine și interferon, produse prin inginerie genetică. Interferonul alpha și gamma și interleukina 2 sunt în prezent citokinele cel mai mult folosite. Interleukina 2 este recomandată în tratamentul  cancerului de rinichi metastazic și în caz de melanom metastazic, precum și în cazul tratamentelor adiacente a melanomului cu pronostic negativ.
Folosirea de anticorpi monoclonali urmărește împiedicarea proliferării celulare prin blocarea activității anumitor receptori codați cu ajutorul oncogenelor. Anticorpii monoclonali sunt folosiți în tratamentul anumitor tipuri de cancer.
Medicamentul Rituximab este recomandat în tratamentul pacienților cu limfom folicular în stadiul III-IV în caz de rezistență la chimioterapie sau în cazul celei de a doua recidive după aplicarea de chimioterapie. Acest anticorp monoclonal se lipește perfect de antigena transmembranară CD20, care este în fapt o proteină ce se găsește în  limfocitele B și ajunge în mai mult de 95 % dintre celulele B ale limfomului non-hodgkinian.
Medicamentul Trastuzumab se administrează în cazul femeilor cu cancer la sân rezistent la tratamentul obișnuit din cauza prezenței excesive a unui receptor specific în celule, numit HER-2. Prezența acestui receptor antrenează producerea excesivă a unei proteine care la rândul ei duce la înmulțirea necontrolată a celulelor.

## Imunoterapia alergenică
Imunoterapia alergenică (care se numește și desensibilizare) este un medicament care răspunde nevoilor nesatisacute ale pacienților care suferă de alergii respiratorii severe la care tratamentul simptomatic a dat rezultate nesatisfăcătoare.